# Chenistonia boranup
Espèce
Chenistonia boranup est une espèce d'araignées mygalomorphes de la famille des Anamidae.

## Distribution
Cette espèce est endémique du South West en Australie-Occidentale. Elle se rencontre vers Boranup.

## Description
La carapace du mâle holotype mesure 3,6 mm de long sur 2,9 mm.

## Étymologie
Son nom d'espèce lui a été donné en référence au lieu de sa découverte, Boranup.

## Publication originale
- Main, 2012 : Description and biogeographic implications of a new species of the Chenistonia maculata group from south-western Western Australia and rediagnosis of Chenistonia (Araneae: Mygalomorphae: Nemesiidae). Records of the Western Australian Museum, vol. 27, p. 176-181 (texte intégral).